# Giuseppe Giordani
Giuseppe Giordani   (Nàpols, 19 de desembre de 1751 - Fermo, 4 de gener de 1798) fou un compositor italià.
També era conegut amb el renom d’Il Giordanello. Als divuit anys va escriure per al teatre de Pisa la seva primera obra, titulada L'astuto in imbroglio. Es traslladà a Londres, i allà, a més de compondre va donar lliçons de composició, tenint entre els seus alumnes l'irlandès Thomas Simpson Cooke, tornà a Itàlia, al seu retorn, va escriure diverses òperes, unes serioses i altres bufes, que es representaren en punts diversos.
Morí a Lisboa on havia estat cridat per encarregar-se del Teatre Italià. Les seves òperes en total de 29, restaren durant alguns anys en el favor del públic d'Itàlia i Londres.
També va escriure abundant música de cambra, entre elles sis concerts per a violí. Cinc quaderns de cançons per a una sola veu gaudiren de certa popularitat. Quan va morir era mestre de capella de la catedral de Ferro.